# Il liuto della montagna
Il liuto della montagna (in albanese Lahuta e Malcis) è un poema epico scritto da Gjergj Fishta nel 1937 comprendente 30 canti e più di 15.000 versi.
L'opera è basata su un intreccio di eventi sia di carattere regionale che internazionale che racconta la storia dell'Albania definendo una certa identità culturale condivisa. Tutti gli eventi storici sono descritti da un punto di vista nazionalista e vengono collocati all'interno delle lotte per l'indipendenza albanese.

## Descrizione
La prima parte dell'opera venne pubblicata in Croazia nel 1905, alla quale due anni più tardi seguì la seconda. Nel 1937 venne pubblicata l'edizione conclusiva che comprendeva 30 canti e 15.613 versi in rima, tutti incentrati su eventi che spaziano dal 1862 al 1913, come la guerra russo-turca del 1877 e la conferenza di Londra del 1912-1913.
Tra i protagonisti dell'epopea figurano numerosi personaggi storici assieme a creature mitologiche appartenenti al folclore albanese. Vengono menzionati miti, espressioni e usanze locali, plasmando una certa identità laica nonostante i numerosi riferimenti alle religioni presenti nel paese, ovvero il Cristianesimo e l'Islam.
L'autore racconta dal punto di vista degli albanesi le vicissitudini del proprio popolo. Ad esempio l'impero ottomano viene citato come ora, un potente spirito femminile della tradizione locale. Giorgio Castriota Scanderbeg viene descritto come eroe dalle aspirazioni nazionali, e non cristiane, in contrapposizione al dominio ottomano di fede islamica. Gli angeli non sono figure religiose divisive, ma un punto di contatto tra le due fedi, che cercano di liberarsi dalle dominazioni straniere, compresa quella serba.
Tra gli eroi nazionali presenti nel poema si cita Marash Uci, un montanaro appartenente alla tribù degli hoti che appare nel XII canto, il quale si era distinto nell'aver difeso i confini nazionali contro i montenegrini. Tramite le sue parole vengono raccontate le sue prodezze, nonché il codice comportamentale del Kanun di Nikollë Dukagjini. Oso Kuka è invece un eroe che appare nel V canto, protagonista della difesa di Scutari dagli attacchi montenegrini.
Tringe Smajli è invece la protagonista del XV canto che viene uccisa dall'esercito montenegrino comandato da Marko Miljanov. La vendetta della sua morte è ben rappresentata dalla battaglia di Nokshiq nel 1879, durante la quale tutti gli albanesi provenienti da ogni dove si unirono nel difendere Plavë e Guci. Nella battaglia intervengono numerose figure mitologiche come ora, zana e streghe.

## Accoglienza
Il liuto della montagna fu duramente ostracizzato dal regime comunista, sia in Albania che in Jugoslavia, e nel 1944 Fishta fu bandito da entrambi i paesi. All'opera veniva attribuita la colpa di fomentare sentimenti antiserbi e antimontenegrini. Ciò nonostante, gli studenti albanesi, i prigionieri politici e gli intellettuali continuarono a tenerne una gran considerazione.
Dopo quasi 50 anni Fishta venne riabilitato ufficialmente nel 1991. Il 5 gennaio di quell'anno a Scutari si tenne la prima recitazione orale dell'opera.

## Edizioni italiane
- Ignazio Parrino (a cura di), Il liuto della montagna, Palermo, Scuolo grafica salesiana, 1968.
- Ernesto Koliqi (a cura di), Il liuto delle montagne, Roma, D. Detti, 1971.